# Daniel Mulloy
Daniel Mulloy est un artiste et cinéaste britannique.

## Courts-métrages
Selon le magazine Filmmaker, "Mulloy, triplement récompensé du BAFTA award pour ses courts, est l'un des réalisateurs de court-métrage les plus reconnus." Ses courts-métrages Antonio's Breakfast, Dad et Baby ont été récompensés au festival de Sundance et Son a été récompensé à Slamdance, où il a reçu le Grand Prix du Jury. Les courts-métrages de Mulloy ont remporté plus d'une centaine de récompenses dans des festivals internationaux tels que les Bafta, un BIFA et deux nominations aux European Film Academy Award.

## Longs-métrages
Selon Screen International (8 juillet 2011) le premier long-métrage de  Mulloy (supposé)[citation nécessaire] en tant que scénariste/réalisateur A Cold Day se passe "dans un lycée difficile de New York" et aura en vedette Arta Dobroshi et Melissa Leo. Il sera produit par Focus Features.
Mulloy est (supposé)[citation nécessaire] à la réalisation de Mitrovica, [citation nécessaire] un film se déroulant au Kosovo, grâce au Sundance Institute Feature Film Program de 2012,.
Mulloy produit le film cubain Una Noche , qui a été présenté lors de l'édition 2012 du Berlin International Film Festival. Una Noche a remporté plusieurs prix au Festival de Tribeca,,, en avant-première de sa sortie américaine en 2013.

Mulloy croit fermement à la communauté cinématographique et à l'attitude "Do it yourself" qui y existe :

« Une communauté avec de nombreuses voix fortes et individuelles. Une communauté avec le circuit des festivals, à sa base, qui fait des films qui mettent en lumière la forme du monde dans lequel nous vivons. Cette communauté, de mon expérience, est très bonne pour soutenir ses membres avec des réseaux pour les jeunes non financés qui s'entraident, se groupent et se donnent des conseils sur les courts et longs métrages de chacun. »

— Catalogue European Film Academy

## Filmographie
| Année | Titre               | Rôle      | Rôle       | Rôle       | Description   | Distributeur                    | Notes                       |
| Année | Titre               | Directeur | Scénariste | Producteur | Description   | Distributeur                    | Notes                       |
| ----- | ------------------- | --------- | ---------- | ---------- | ------------- | ------------------------------- | --------------------------- |
| 2003  | Dance Floor         | Oui       | Oui        |            | Court-métrage |                                 | BAFTA Award Cymru           |
| 2005  | Sister              | Oui       | Oui        |            | Court-métrage |                                 | BAFTA Award Cymru           |
| 2006  | Antonio's Breakfast | Oui       | Oui        |            | Court-métrage | BFI                             | BAFTA Award                 |
| 2008  | Dad                 | Oui       | Oui        |            | Court-métrage | BFI                             | EFA Nom                     |
| 2009  | Son                 | Oui       | Oui        |            | Court-métrage | Sony                            |                             |
| 2011  | Baby                | Oui       | Oui        |            | Court-métrage | Film4 Productions               | BIFA Award                  |
| 2012  | Una Noche           |           |            | Oui        | Long-métrage  | IFC Films Fortissimo Films      | Gotham Award                |
| 2013  | Nëna                |           |            |            | Court-métrage | UNDP                            | En cours                    |
| 2013  | A Cold Day          | Oui       | Oui        |            | Long-métrage  | Focus Features                  | En cours                    |
| 2013  | Mitrovica           | Oui       | Oui        |            | Long-métrage  |                                 | En cours Sundance Institute |
| 2016  | Home                | Oui       | Oui        |            | Court-métrage | Dokufest & Bartle Bogle Hegarty | BAFTA Award                 |